# 吉岡佑
吉岡 佑（よしおか ゆう、1985年7月25日 - ）は、日本の男性モデル・俳優。沖縄県出身。身長187cm。

## 来歴
高校卒業後、実姉でモデルの吉岡愛に誘われ上京、モデル活動を始める。現在は俳優としての活動にも力を入れている。

## 出演

### 映画
- 「ドリフト3 鷹」（2007年）
- 「ドリフト4 隼」（2007年）
- 「HeartBeat」（2012年）
- 「Heart Beat 〜ハートビート〜」（2013年）
- 「飴とキス」（2015年）

### テレビドラマ
- 「肩越しの恋人」（2007年、TBS）
- 「貧乏男子 ボンビーメン」（2008年、NTV）
- 「一瞬の風になれ」（2008年、フジテレビ系列） - 仙波 役

### 舞台
- 東京深夜舞台第二回公演「相田・ブルースG・P-吉祥寺ポエム戦争-」（2008年7月）
- 東京深夜舞台第三回公演「銀行強盗前夜　THE STAGE」（2009年1月）
- Air studio 「オサエロ」（2009年7月）
- 東京深夜舞台第五回公演「未来タクシー」（2009年8月）
- Air Studio 「KEIKI〜夏目漱石推理帳〜」（2009年9月）
- Air studio 「ファイナルアンサー！？2009」（2009年12月）
- BUTLER×BATTLER〜執事王選手権〜（2010年1月、シアターサンモール） - トウジ 役
- 劇団空感エンジン第二回公演「炎〜ほむら〜」（2010年3月、新宿スペース107） - 三郎 役
- 女優（2010年5月、新宿文化センター 他）
- 新宿ミッドナイトベイビー2010（2010年7月、新宿文化センター） - マコト 役
- 神田時来組公演 「改訂版！そして龍馬は殺された」（2010年11月）
- かやくごはんpresents 「すきなひと」（2011年4月）
- ノクターン公演「真田十勇士〜ボクらが守りたかったもの〜」（2011年12月） - 望月六郎 役
- ミュージカル『テニスの王子様』2ndシーズン - 知念寛 役
  - 青学vs比嘉（2012年12月20日 - 2013年2月17日、日本青年館 他）
  - 全国 青学vs氷帝（2013年7月11日 - 9月29日、TOKYO DOME CITY HALL 他）
- 舞台 VitaminZ （2012年8月18日 - 26日） - 嶺アラタ 役
- ケイダッシュステージ「コントンクラブimage7〜オムニバスギャグエンターテイメント〜」（2013年5月29日 - 6月9日、銀座博品館劇場）
- 舞台「戦国BASARA3」 - 真田幸村 役
  - 舞台「戦国BASARA3 宴弐」‐凶王誕生×深淵の宴-（2013年11月1日 - 24日、TOKYO DOME CITY HALL 他）
  - 舞台「戦国BASARA3」-咎狂わし絆（2014年4月25日 - 5月6日、EX THEATER ROPPONGI）（Wキャスト）
- 江戸のえじそん（2014年7月11日 - 21日、あうるすぽっと）
- ミュージカル『ハートの国のアリス』 - ブラッド＝デュプレ 役
  - ミュージカル『ハートの国のアリス』（2015年2月4日 - 11日、全労済ホールスペース・ゼロ）
  - ミュージカル『ハートの国のアリス〜The Best Revival〜』（2016年1月16日 - 24日、全労済ホールスペース・ゼロ）
- ふしぎ遊戯（2015年3月19日 - 29日、品川プリンスホテル クラブeX） - 心宿 役
- ラズベリーボーイ2（再演）（2015年7月15日 - 20日、俳優座劇場） - 歩 役
- 刻め、我ガ肌二君ノ息吹ヲ（再演）（2015年8月5日 - 9日、シアター1010） - 夢丸 役
- ガラスの仮面劇場「女海賊ビアンカ」（2015年9月9日 - 13日、AiiA 2.5 Theater Tokyo）　-　ジェノバの大使 役
- 愛しのダンスマスター（2015年10月21日 - 25日、新宿村LIVE）
- ミュージカル「Dance with Devils」 - 南那城メィジ 役
  - ミュージカル「Dance with Devils」（2016年3月3日 - 13日、AiiA 2.5 Theater Tokyo）[1]
  - ミュージカル「Dance with Devils〜D.C.（ダ・カーポ）〜」（2016年12月21日 - 27日、AiiA 2.5 Theater Tokyo）
  - ミュージカル「Dance with Devils〜Fermata（フェルマータ）〜」（2018年3月15日 - 25日、AiiA 2.5 Theater Tokyo）
- 龍狼伝（2016年4月6日 - 10日、シアター1010） - 黒瘴虎 役
- 歌劇「明治東亰恋伽」 - 藤田五郎 役
  - 〜朧月の黒き猫（おぼろづきのシャノワール）〜（2016年6月2日 - 12日、銀座博品館劇場）
  - 〜月虹の婚約者（げっこうのマイネリーベ）〜（2018年8月18日 - 9月2日、森ノ宮ピロティホール 他）
- WBB vol.10.5『リバースヒストリカ2016』（2016年7月27日 - 31日、品川プリンスホテル クラブeX）
- ユニバーサル・スタジオ・ジャパソ「上手」〜宝くじ当たったんでやります〜（2016年8月26日、俳優座劇場（六本木）） - ゲスト
- 舞台「超歌劇『幕末Rock』」 - 井伊直弼 役
  - 黒船来航（2016年8月20日 - 9月9日、京都劇場・EX THEATER ROPPONGI）
  - 絶叫！絶頂！雷舞（2017年11月24日 - 26日、大阪メルパルクホール / 11月29日 - 12月3日、AiiA 2.5 Theater Tokyo）
- 舞台「バグバスターズ」（2016年11月30日 - 12月4日、俳優座劇場（六本木））　- 三井尚人 役
- 舞台「真・三國無双」（2017年2月11日 - 19日、全労済ホールスペース・ゼロ） - 司馬昭 役
- 舞台 「遙かなる時空の中で6 -幻燈ロンド-」（2017年5月4日 - 10日、全労済ホールスペース・ゼロ） - 本条政虎 役
- 舞台 「夢王国と眠れる100人の王子様」 - フロスト 役
  - 〜Prince Theater〜（2017年7月21日 - 25日、AiiA 2.5 Theater Tokyo）
  - On Stage（2019年1月31日 - 2月3日、シアター1010 / 2月7日 - 11日、ステラボール）[2]
- 舞台「OZMAFIA!!」（2017年9月6日 - 10日、全労済ホールスペース・ゼロ） - シーザー 役
- Live Musical『SHOW BY ROCK!!』－深淵のCrossAmbivalence－（2017年10月19日 - 29日、AiiA 2.5 Theater Tokyo） - イヴ 役
- クレスト☆シザーズ（2018年5月10日 - 13日、サンシャイン劇場 / 5月17日 - 19日、サンケイホールブリーゼ） - 白波高正 役[3]
- 舞台「ニル・アドミラリの天秤」（2018年11月1日〜11日、全労済ホール / スペース・ゼロ） - 隠由鷹 役
- 70億分の1の恋〜告白実行委員会〜（2019年3月6日 - 15日、CBGKシブゲキ!!） - 明智咲 役
- アイ★チュウ　ザ・ステージ - 轟一誠 役
  - 〜Rose Écarlate〜（2019年4月 - 5月、シアター1010/サンケイホールブリーゼ）[4]
  - 〜Rose Écarlate DEUX〜（2019年10月10日 - 15日、シアター1010）
  - 〜Après la pluie〜（2020年10月16日 - 18日、シアター1010 / 10月21日 - 25日、東京建物Brillia HALL）
  - 〜Éclat des fleurs〜（2023年2月18日 - 19日、新宿文化センター 大ホール）
  - 舞台「アイ★チュウ」〜Persona/Bal masqué〜（2025年8月20日 – 8月24日、ところざわサクラタウン）[5]
- ミュージカル「少女革命ウテナ 〜深く綻ぶ黒薔薇の〜」（2019年6月29日 - 7月7日、アターGロッソ） - 鳳暁生 役
- BATTLE ROCK MUSICAL「迷宮の扉」（2019年8月7日 - 12日、新宿シアターモリエール） - オズワルド 役
- 脳内クラッシュ演劇「DRAMAtical Murder」（2019年12月20日 - 29日、品川プリンスホテル ステラボール） - トリップ 役
- 『僕のヒーローアカデミア』The “Ultra” Stage - オールマイト トゥルーフォーム 役
  - The “Ultra” Stage 本物の英雄 PLUS ULTRA ver.（2021年12月3日 - 12日、TOKYO DOME CITY HALL / 12月24日 - 26日、京都劇場）
  - The “Ultra” Stage 平和の象徴（2022年4月9日・10日、KAAT神奈川芸術劇場 ホール / 4月22日 - 24日、メルパルクホール大阪 / 4月29日 - 5月8日、TOKYO DOME CITY HALL）
  - The “Ultra” Stage 最高のヒーロー（2023年4月29日 - 5月7日、天王洲 銀河劇場 / 5月12日 - 14日、AiiA 2.5 Theater Kobe / 5月19日 - 21日、日本青年館ホール）
- スマホ連動”ヒロイン体験 朗読劇”「恋人は公安刑事」 from 100シーンの恋＋（2022年1月14日、赤坂RED/THEATER） - 颯馬周介 役
- 『ヒプノシスマイク -Division Rap Battle-』 - 正親町直里 役
  - 『ヒプノシスマイク -Division Rap Battle-』Rule the Stage -Mix Tape1-（2022年7月14日 - 18日、TOKYO DOME CITY HALL）[6]
  - 『ヒプノシスマイク -Division Rap Battle-』Rule the Stage 新作公演（2025年4月、大阪 / 5月、東京）[7]
  - 『ヒプノシスマイク -Division Rap Battle-』Rule the Stage《Mix Tape1 Revenge》（2025年7月11日 - 27日、品川プリンスホテル ステラボール）[7][8]
- 朗読劇「改札を抜けて」（2022年8月25日 - 28日、中目黒・キンケロシアター） - 河合駿 役（A） / 駅長 役（B）
- 舞台「Go Forward！」（2023年6月16日 - 22日、かめありリリオホール） - 司馬史記 役
- BREAK FREE STARS（2023年10月23日 - 11月5日、IHIステージアラウンド東京） - マサ 役[9][10]
- 男〆天魚 Vol.9 『 村長 』（2023年11月29日 - 12月3日、中野 ザ・ポケット） - 榎本譲 役
- 舞台『横浜キョンシーRENDEZ-VOUS（ランデブー）』（2024年5月29日 - 2024年6月2日、六行会ホール） - シーフ 役
- 舞台『Get Back!!2024』（2024年9月25日 - 9月29日、テアトルBONBON） - 加藤賢一 役
- 舞台「OOOOPEN!!!」（2024年10月16日 - 10月20日、中野 ザ・ポケット） - 榊原那津男 役
- MANKAI STAGE『A3!』ACT3! 2025（前期:2025年3月22日 - 4月13日、後期（Cのみ）:4月18日 - 5月10日、KAAT 神奈川芸術劇場〈ホール〉） - 斑鳩九角 役

### イベント・コンサート
- ミュージカル『テニスの王子様』2ndシーズン関連 - 知念寛 役
  - テニミュ サポーターズクラブ プレミアム パーティー vol.5（2013年3月21日・22日、日本青年館）
  - Dream Live 2013（2013年4月27日 - 29日、横浜アリーナ / 5月3日 - 5日、神戸ワールド記念ホール）
  - 『WE ARE ALWAYS TOGETHER』CD発売記念イベント（2013年4月30日、横浜 / 5月6日、神戸）
  - 春の大運動会2014（2014年4月26日、横浜アリーナ）白組
  - TEAM COLLECTION比嘉DVD&TEAM COLLECTIONシリーズDVD連動イベント　トーク&ハイタッチ会（2014年5月24日、東京）
- 吉岡佑バースデーイベント（2014年7月27日、千葉県・マザー牧場）
- キャストサイズ　イベント（2014年5月30日）
- 「漫画実写化飴とキス」DVD発売記念イベント（2015年7月26日）
- ミュージカル「Dance with Devils」DVD発売記念イベント（2016年6月19日）
- ミュージカル「ハートの国のアリス 〜The Best Revival〜」DVD発売記念イベント（2016年8月11日）
- いつの間にか5周年！『キャスト祭ズ（キャストサイズ）』夏はもちろんお祭りです！（2016年7月9日）
- 歌劇「明治東京恋伽〜朧月の黒き猫〜」舞台挨拶つきめいげき上映会（2016年9月25日）
- 吉岡佑トークイベント〜みんなでゆんたくしようさ〜（2016年9月22日）
- 小笠原健vs吉岡佑withそれを見守る肩幅でお馴染みのあの方（2016年10月8日・9日）
- Heazelz Fes 2016 - ゲスト
- 吉岡佑　謹賀新年みんなでゆんたくしよーさ〜あけましておめでとう〜（2017年1月8日）
- Live!!! アイ★チュウ ザ・ステージ〜Planète et Fleurs〜（2019年7月27日、調布市グリーンホール） - 轟一誠 役[11]

### 雑誌
- MEN'S CLUB（アシェット婦人画報社）
- Gainer（光文社）
- PINKY（集英社）
- CanCam（小学館）

### WEB
- 携帯サイト「セットアップ∞Lab」内、男性俳優きせかえコーナー「きせかえ☆プリンス」（2013年7月）